# Scolopendrium ruta muraria
Scolopendrium ruta là một loài dương xỉ trong họ Aspleniaceae. Loài này được Roth mô tả khoa học đầu tiên năm 1799.
Danh pháp khoa học của loài này chưa được làm sáng tỏ. 